# Ramon Monsalvatge Nogué
Ramon Monsalvatge Nogué (Olot, Garrotxa, 19 d'octubre de 1815 - Key West (Florida), 2 d'octubre de 1893) fou un missioner protestant i escriptor. Se'l considera el primer protestant català, tot i que això no va tenir cap repercussió immediata a l'interior del país, ja que la seva conversió es produí el 1841 a Besançon i després emigrà cap a Amèrica.

## Vida
Es coneix molt bé la seva vida fins al 1845 quan, establert a Nova York, va escriure la seva autobiografia. Des dels estudis del protestantisme a Amèrica s'ha recuperat la seva trajectòria posterior. Anteriorment Marcelino Menéndez Pelayo l'havia esmentat a la seva Historia de los heterodoxos españoles, encara insegur de la seva existència real.
Va néixer dins la família olotina dels Montsalvatge, la mateixa on apareixerien posteriorment membres celebrats, com l'escriptor Xavier Monsalvatje Iglésias o el compositor Xavier Montsalvatge Bassols. Va formar-se al convent caputxí de Sarrià (Barcelona) i després a Sabadell. Amb el nom de fra Simó d'Olot va retornar a la vila natal, on va lluitar amb els carlins, fet pel qual fou breument empresonat a Montpeller. El 1840 se'l troba a Besançon, estudiant al seminari catòlic, on es produirà la seva conversió, fruit de la lectura de la Bíblia i de les discussions amb companys i mestres de la institució. A l'any següent comença a distribuir exemplars de la Bíblia als carlins exiliats a França, on sembla que va conèixer el general Ramon Cabrera, provant de convènce'l cap al protestantisme. Més tard, a la localitat suïssa de Ginebra, va planejar una escola protestant a Mallorca, però no va reeixir.
El 1845 va travessar l'Atlàntic i va establir-se a Nova York, des d'on va escriure la seva autobiografia, i ben aviat va ser destinat com a missioner a Orà (Algèria), on s'hi va estar com a missioner durant dos anys, fins que va retornar a Amèrica, a Texas. Després, la Societat Bíblica Americana el va designar com a responsable de la difusió a l'Amèrica hispana. Va ser l'inici de llargues estades a Veneçuela, Colòmbia, Panamà, Costa Rica i Jamaica, entre altres països, amb retorns intermitents a Nova York i també a Algèria.
Ramon Monsalvatge es va casar amb Rosalea, amb qui van tenir onze fills, trilingües. Sabem que fou també maçó per la seva tomba, on figuren els signes de l'escaire, el compàs i la gran G.

## Obra
- The life of Ramon Monsalvatge, converted Spanish monk, of the order of the Capuchins, 1845.
- Historia de la Reformación en el siglo dieciséis, traducció de l'obra del protestant suís Jean-Henri Merle d'Aubigné, 1850.

## El primer protestant català
Josep-Lluís Carod Rovira considera Ramon Monsalvatge el primer protestant català, tres segles després de la Reforma protestant, iniciada el 1517, només set anys després de l'abolició de la Inquisició, tot i reconèixer que la seva conversió va tenir molt poca incidència a Catalunya. En canvi, Francesc de Paula Ruet, tot i haver-se convertit onze anys més tard a Torí (Itàlia), va fer molt més proselitisme des de Barcelona i la seva incidència fou molt més important.